# Młoteczno
Młoteczno (deutsch Hammersdorf) ist ein Dorf in der polnischen Woiwodschaft Ermland-Masuren und gehört zur Landgemeinde Braniewo (Braunsberg) im Powiat Braniewski (Kreis Braunsberg).

## Geographische Lage
Młpteczno liegt vier Kilometer südlich der polnisch-russischen Staatsgrenze im Nordwesten der Woiwodschaft Ermland-Masuren, neun Kilometer südwestlich der früheren und heute in Russland gelegenen Kreisstadt Heiligenbeil (russisch Mamonowo) bzw. drei Kilometer nordöstlich der heutigen Kreismetropole Braniewo (deutsch Braunsberg (Ostpr.)).

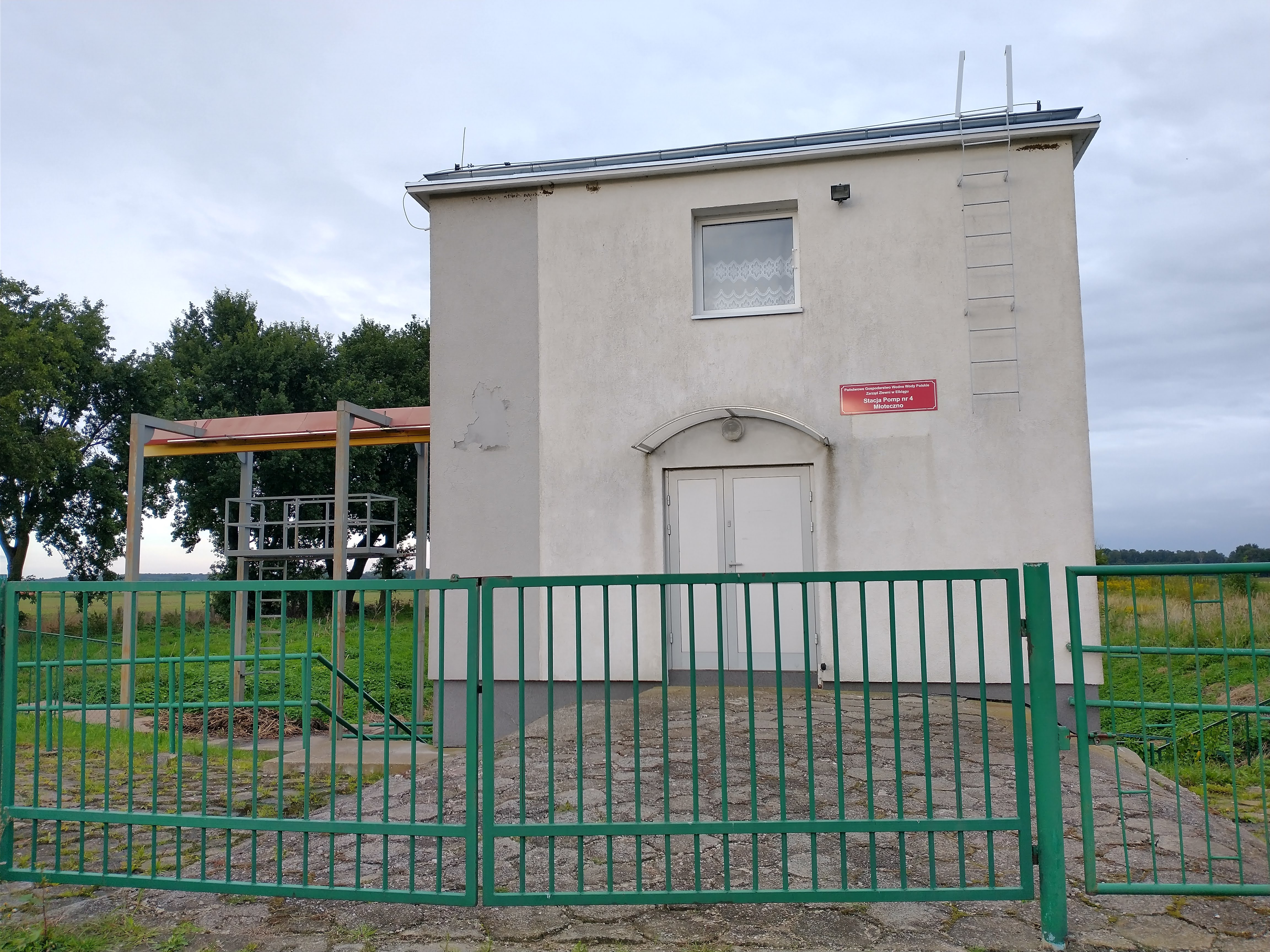
Pumpstation in Młoteczno

## Geschichte
Die erste Erwähnung des vor 1620 Hammerdorff genannten Ortes Hammersdorf stammt vom 1. April 1348, als er in den Besitz des Otto von Rossen kam. Die Familie von Rossen hat sich sowohl für den Deutschen Orden als auch für das Bistum Ermland verdient gemacht. 1472 wurde das Hammersdorfer Gut an Matz von Rabe auf Waplitz verliehen. In der Mitte des 17. Jahrhunderts verkaufte Hans von Rabe auf Schettnienen (heute russisch Schtschukino) das Gut an Ahasverus von Brandt. In der Folgezeit wechselten die Besitzer häufig.
Im Jahre 1874 wurde der Gutsbezirk Hammersdorf Teil des neu errichteten Amtsbezirks Grunau (polnisch Gronowo) im ostpreußischen Kreis Heiligenbeil im Regierungsbezirk Königsberg. 107 Einwohner zählte Hammersdorf im Jahre 1910.
1912 erwarb Bernhard Schulz aus Migehnen (polnisch Mingajny) das damals 320 Hektar große Gut. Seine Familie wohnte hier bis 1945.
Am 30. September 1928 kam es zum Zusammenschluss der Landgemeinde Radau (polnisch Rodowo) und den beiden Gutsbezirken Einsiedel (Siedlisko) und Hammersdorf zur neuen Landgemeinde Hammersdorf. Die Zahl der Einwohner der auf diese Weise neu formierten Gemeinde belief sich 1933 auf 167 und 1939 auf 180.
Am 20. März 1945 wurde Hammersdorf von sowjetischen Truppen eingenommen. Noch bis zum 31. Mai 1948 behielt der Ort den deutschen Namen. Seit dem 1. Juni 1948 führt er die polnische Namensform „Młoteczno“. Er gehört jetzt zur Gmina Braniewo im Powiat Braniewski in der polnischen Woiwodschaft Ermland-Masuren und war von 1975 bis 1998 der Woiwodschaft Elbląg zugeordnet.

## Historische Funde
Zwischen 1873 und 1917 war Hammerdorf geradezu eine Schatzgrube für historische Funde. Von überregionaler Bedeutung war dabei ein vorgeschichtlicher Fund von 1913. Der Gutskämmerer Klang entdeckte auf einem baumbestandenen Hügel ein goldenes Schmuckstück, eine Fibel aus der Vorzeit, die der Zeit der Goten zugerechnet wurde. Daneben fanden sich noch zwei goldene Halsringe, ein um 336 geprägtes Goldmedaillon mit dem Bild von Constantius II., ein Eimeranhänger sowie Teile einer Silberschale. Diese und auch frühere und spätere Funde gelangten in das Prussia-Museum in Königsberg (Preußen), andere ins Museum in Berlin, wobei viele Fundstücke in den Kriegswirren der 1940er Jahre verloren gingen.

## Religion
Mit seiner fast ausnahmslos evangelischen Bevölkerung war Hammersdorf bis 1945 in das Kirchspiel der Kirche Grunau (polnisch Gronowo) im Kirchen Heiligenbeil in der Kirchenprovinz Ostpreußen der Kirche der Altpreußischen Union eingegliedert. Heute sind die Einwohner von Młoteczno überwiegend römisch-katholischer Konfession. Sie gehören zu den Pfarreien Braniewo bzw. Gronowo, beide dem Erzbistum Ermland zugehörig.

## Verkehr

### Straße
Młoteczno liegt verkehrsgünstig an der polnischen Landesstraße 54 (Teilstück der früheren deutschen Reichsstraße 1), die von Chruściel (Tiedmannsdorf) über Braniewo (Braunsberg) und Gronowo (Grunau) bis zur polnisch-russischen Staatsgrenze verläuft und auf russischem Territorium als 27A-020 (bisherige russische Regionalstraße A 194) über Mamonowo (Heiligenbeil) bis nach Kaliningrad (Königsberg (Preußen)) führt.

### Schienen
Die nächste Bahnstation für Młoteczno ist die Stadt Braniewo, die als Braunsberg bis 1945 an der Bahnstrecke Berlin–Königsberg lag. Auf polnischer Seite wird diese Strecke nur noch als PKP-Bahnlinie 204: Malbork–Braniewo –(Grenze) befahren.